# Rey sagrado

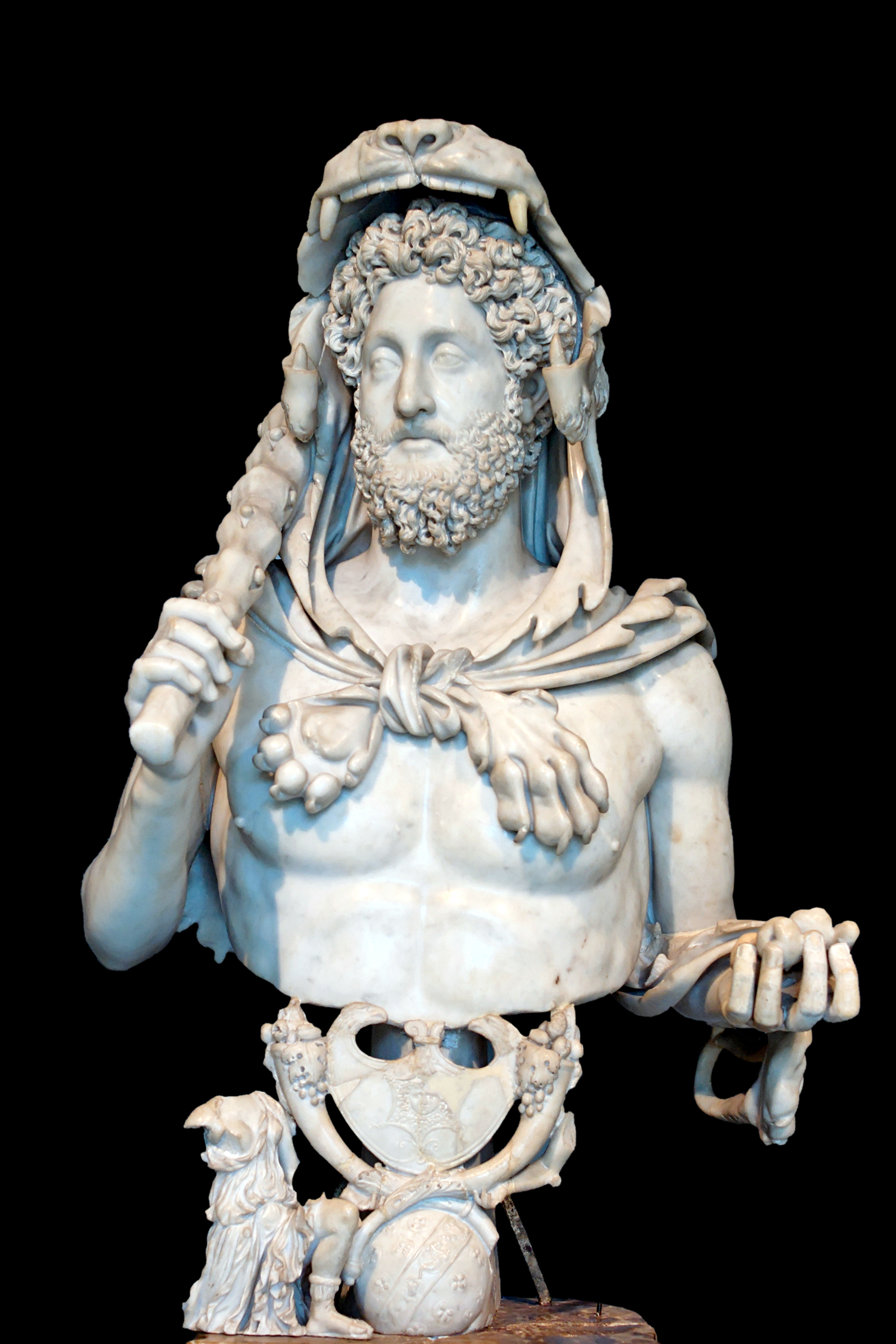
Lucio Aurelio Cómodo representado como Hércules

Rey sagrado es un concepto de la antigua Grecia helénica, dentro de un matrimonio hieros gamos, en el que un hombre se casaba con una sacerdotisa tribal de la diosa Luna y a partir de ese momento iba a representar nominalmente al dios del clan, reino o ciudad que lo amparaba. Al final de su mandato el rey era traicionado y sacrificado por la reina, la cual elegía a un amante durante una ceremonia anual que varios siglos más tarde  fue abolida cuando los matriarcados perdieron poder regio. Esa tradición tuvo también connotaciones en Libia y Asia Menor y fue analizada ampliamente en las obras del escritor Robert Graves como Los mitos griegos  que constituyen una mitografía del autor. Por otra parte Graves utilizó sus estudios sobre esta temática para crear sus obras literarias "Rey Jesús" y "La Diosa Blanca" al igual que haría Mary Renault en su obra "El rey debe morir". El novelista y cuentista Pedro Paunero también realizó un profuso estudio sobre las postulaciones de Graves al respecto.
El sacrificio del rey sagrado al final de su mandato como parte de un ritual de renacimiento dentro de un hiero gamos, se diferenciaba conceptualmente del ritual de purificación del pharmacos.

## Concepción
En la antigua Grecia, el candidato a rey sagrado debía ser el hijo menor de un monarca político, el cual no heredaría el trono regio de su padre, ya que sería el mayor de los hermanos el que le sucedería en su cargo político, teniendo el menor de los hermanos el derecho a convertirse en un rey sagrado o sumo sacerdote al casarse con una ninfa tribal de un clan. La sacerdotisa de la diosa Luna encarnada en sí recibía diversos nombres, como Deyanira, Hebe, Alcmena etc. El candidato al matrimonio sagrado debía pasar por una serie de pruebas que podían ser de orden físico o pantomímico y que variaban de una ciudad a otra. 
El combate ritual con fieras, las competencias deportivas o ciertos rituales específicos formaban parte de las pruebas a las que un candidato se debía someter. A veces el combate ritual con leones y toros era parte de un acto y en otras formaba parte de auténticas domas o espectáculos como los que fueron representados en los frescos del palacio de Cnosos. En la Roma imperial Lucio Aurelio Cómodo llegó a considerarse la reencarnación de Hércules y era representado en el arte como tal, llegando incluso a combatir con animales reales. 
Antes del casamiento la novia solía hacer entrega al candidato a rey de una serie de armas, frente a testigos que serían los emblemas de las futuras pruebas por las que debía pasar antes de consagrarse. Las pruebas rituales más habituales consistían en la lucha con un león, la doma de un toro o caballos salvajes, captura de ciervos en carreras, competencias deportivas que dieron posteriuormente origen al conjunto de juegos olímpicos (pugilato, lanzamiento de jabalinas y discos) etc.
Una vez celebrado el matrimonio, el rey recibía un título que usaría como su nombre propio y pasaría a ser adoptado como hijo del dios al que representaba. El carácter divino del rey sagrado griego era equivalente al del faraón egipcio al que también se lo consideraba hijo de un dios, como el caso de los diferentes monarcas llamados Ramsés ("hijo de Ra").
El rey sagrado podía acaudillar ciertas expediciones militares además de regir los ritos religiosos correspondientes. Algunos ejemplos de estos hechos pueden verse reflejados en mitos como los de Heracles combatiendo a las Amazonas libias o al de Teseo en Creta
El mito central de Heracles cuyo nombre significa "Gloria de Hera" refleja que los reyes sagrados que portaron ese título defendieron la soberanía divina de la diosa Hera. Diodoro Sículo habla de tres héroes llamados Heracles un egipcio, un dáctilo cretense y el hijo de Alcmena ("fuerte en la ira"); Cicerón habla de seis y Varrón habla de cuarenta y cuatro. En el caso de Teseo posiblemente hayan existido tres heroes que luego se unificaron en un mismo personaje, uno de Trecén, otro de Maratón y un tercero del territorio lapita.
En la mayoría de los mitos griegos se plasma que los heroes semidioses tenían un hermano mellizo mortal. Tal es el caso de Heracles e Íficles, Teseo y Piritoo, Cástor y Pólux o Idas y Linceo, ya que sus madres habían mantenido una unión sexual con un dios y un mortal en la misma noche.
Luego de gobernar durante un año o un "gran año" (100 lunaciones), el rey sagrado debía morir al final de su mandato. La manera en que el rey moría podía variar acorde a los ritos (ser descuartizado, quemado en una pira funeraria o devorado por un clan de mujeres antropófagas). En ciertas ocasiones el rey tomaba un sustituto que sería quien moriría en su lugar.
Posteriormente, cuando el rey comenzó a conseguir un mayor status igualando al poder de la reina sagrada, la muerte se transformó en un acto ritual donde se quemaba una esfigie de madera que representaba al rey, mientras este permanecía oculto en una tumba o cueva durante algunos días, tras los cuales regresaba y reclamaba su trono una vez más.
El rito de la quema de una estatua de madera que representaba al rey del año viejo, antes de que el nuevo rey reclame el trono de su predecesor, sobrevive en la actualidad a través de la ceremonia de la quema de un muñeco entre las últimas horas del 31 de diciembre y la madrugada del 1° de enero de cada año en ciertos países como Ecuador y Argentina para celebrar la llegada del nuevo año.
Los siete jóvenes sacrificados al Minotauro en Creta, posiblemente eran sustitutos del rey sagrado, que eran sacrificados anualmente, en lugar del rey de Cnosos, aunque este también podía morir al final de alguno de sus mandatos. Posiblemente los cretenses prefirieron sacrificar jóvenes extranjeros en lugar de cretenses, mientras que las siete doncellas de las cual habla el mito, pudieron ser asistentes de la reina sagrada, las cuales no eran sacrificadas pero debían realizar las pruebas acrobáticas en las corridas de toro cretenses, peligrosas aunque no necesariamente mortales.

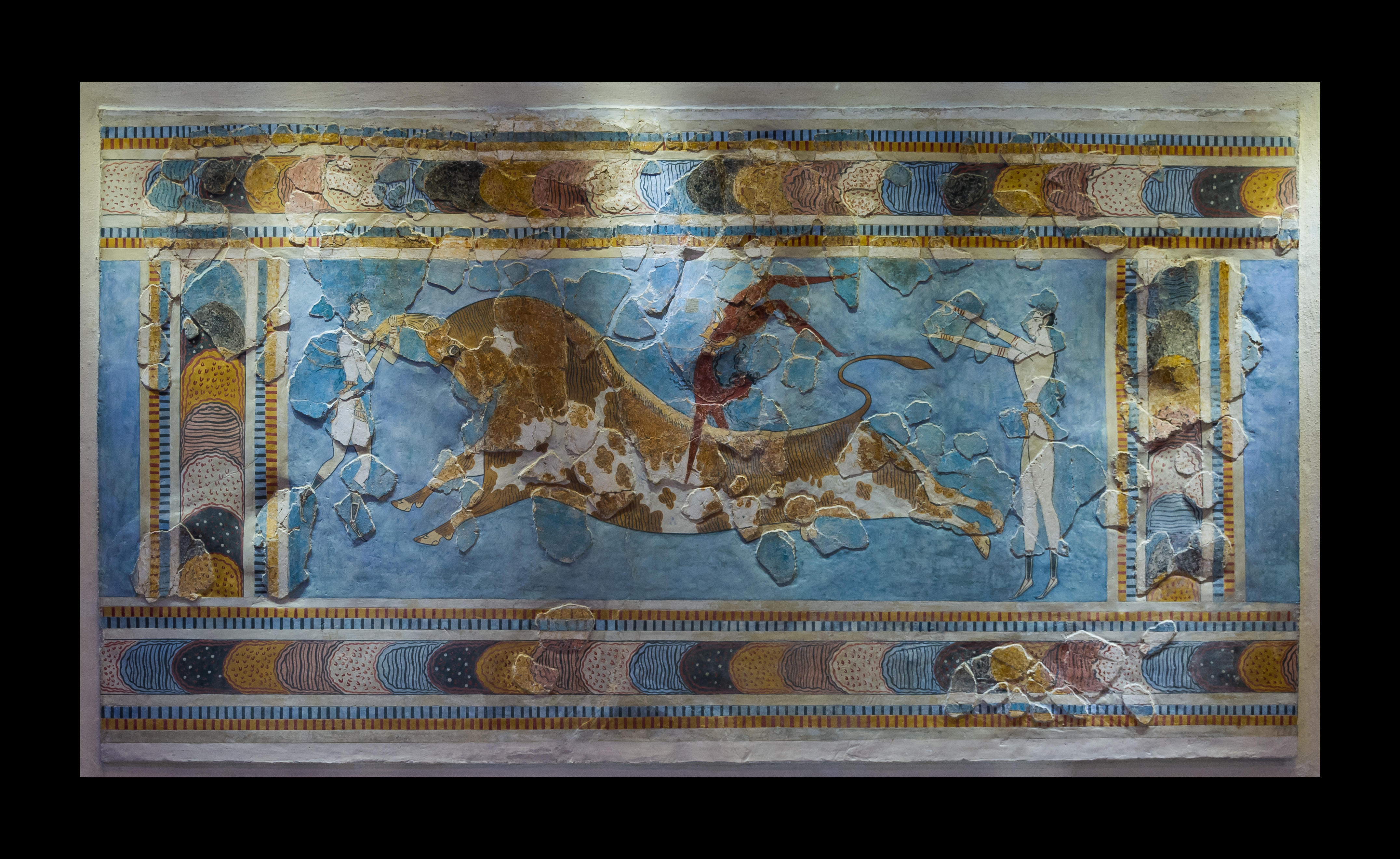
Fresco minoico de Cnosos

Antes de la muerte ritual, el rey debía de ser despojado de sus atributos regios y colocarse una camisa de lino que representaba a la diosa muerte.  Si el rey moría incinerado, como en el caso de Heracles, la persona encargada de encender la pirra, en ese caso Filoctetes, sería quien heredaría sus armas. En una de las variantes del mito, es Hilo, hijo de Heracles quien tras su muerte debe de casarse con Íole. En el caso de los reyes solares como el tirio Sansón, el megarense Niso, el rey asno Midas o el propio Heracles eritreo, debían de ser esquilados ya que su cabellera representaba su poder regio, antes de ser finalmente traicionados en post de un amante en un ritual de origen libio que se llamó Comiria.

### Elementos comunes de los reyes sagrados
Los reyes sagrados tienen uno o varios elementos en común a través de los distintos mitos griegos, libios, egipcios o asiáticos como se ven reflejados en Gilgamés, El, Heracles, Sansón, Chom, Melkardt y Marduk entre otros; su lucha con fieras salvajes como toros y/o leones, su combate cuerpo a cuerpo con ejércitos, su cabellera sin rasurar con trocados en trenzas como los kuros de Delfos y superdición por parte de una mujer de la cual se enamoran y que finalmente los traiciona y los despoja de sus atributos divinos.

### Apoteosis del héroe
Los héroes semidioses, hijos nominales de una mortal y un dios, podían ascender a la categoría de dios tras su muerte. Esta característica era reflejada en los héroes que lograban entrar al inframundo y luego salir del mismo. El héroe tebano Heracles fue ascendido a la categoría de dios olímpico tras su purificación con fuego en el monte Eta y conducido al Olimpo por su padre Zeus, donde finalmente se convirtió en el portero de los dioses, se casó con Hebe, hija de Hera y la misma diosa Hera lo adoptó como su propio hijo. Los atenienses no escatimaron esfuerzos a la hora de ascender a Teseo, el héroe fundador de Ática, a la categoría de dios, especialmente porque Teseo había logrado salir del Inframundo aunque con la ayuda de Heracles. Sin embargo, Teseo había logrado cierto prestigio religioso y su escape del laberinto cretense fue un símbolo de haber trascendido la muerte, hecho que se vio reflejado en la jarra etrusca de Tagliatela y la representación de su resurrección como dios a través del huevo de Pascua que portaba.

### En la cultura popular
La muerte anual del rey sagrado al final de su mandato, representado en forma de una efigie que se quema durante un ritual religioso, aún sobrevive a través de la tradición en algunos países de occidente como Argentina y Ecuador entre otros, donde en ciertas regiones se procede a la quema de un muñeco, también llamado momo o fantoche de fin de año, durante los últimos minutos del 31 de diciembre o en las primeras horas de cada 1 de enero. Dicha efigie representa al año viejo que culmina. Una celebración Una celebración análoga se daba en los mismos países y también en España, al final del carnaval.
En el séptimo arte, la película protagonizada por Nicolas Cage, The Wicker Man o El culto siniestro, trata de una secta matriarcal misándrica que reside en una isla privada, encargada de realiza rituales arcanos de muerte y resurrección en la que el protagonista Eduar Malus (Cage) un policía que trata de investigar la desaparición de una joven, termina pereciendo dentro de una efigie combustible de mimbre en manos de dicha secta. La película es un remake de una película homónima de 1973 titulada en español como "El hombre de mimbre".